# Celestino Caballero
Celestino Caballero (Colón, 21 giugno 1976) è un pugile panamense, attuale campione del mondo IBF dei supergallo.
Soprannominato "Pelenchín", è stato anche campione WBA dei supergallo. Oltre a combattere sul ring, Caballero è anche un cantante reggae.